# Isfiya
Isfiya, în arabă: عسفيا, în ebraică:עִסְפִיָא), numită uneori și Usfiya, este o comună în mare majoritate druză din nordul Israelului, guvernată de un consiliu local. Este locuită și de o minoritate de locuitori creștini și musulmani suniți și de câteva familii de evrei. Ea este situată pe Muntele Carmel și face parte din Districtul Haifa. În 2021 populația localității a fost de 12.136 locuitori, În 2003-2008 s-a făcut o încercare de a uni comuna cu orașul vecin Daliyat al-Karmel pentru a forma Ir Carmel (Carmel City), însă din 2008 cele două localități au revenit la statutul lor independent.  

## Numele
S-a presupus că numele Isfiya sau Usfiya ar fi legat de denumirea ebraică Husifa din vechime. După altă ipoteză, numele localității provine din cuvântul arab „'asfa”  care înseamnă „vânt puternic”, „viscol” si care face aluzie la vânturile și furtunile care lovesc așezarea în timpul iernii.

## Istoria

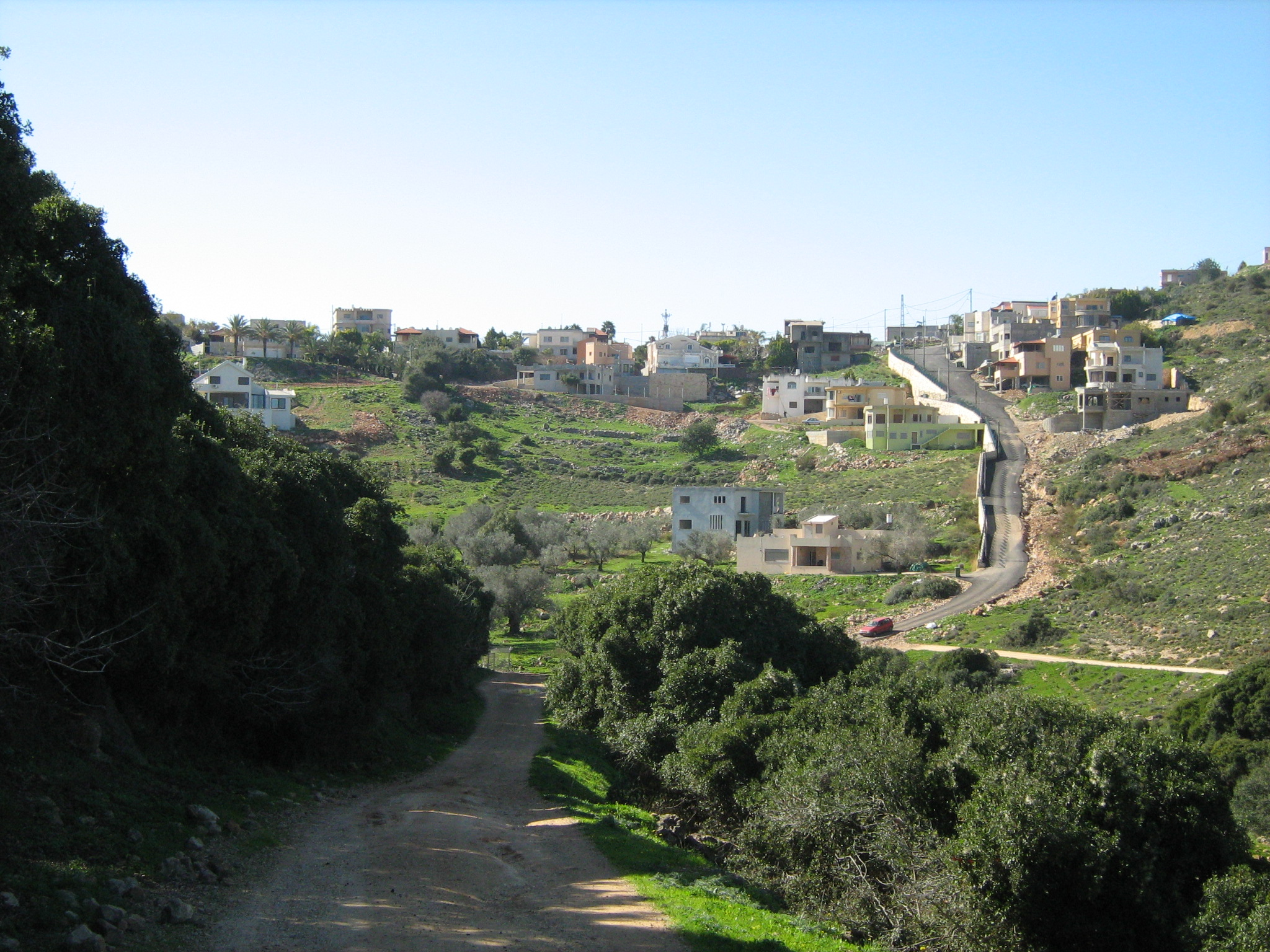
Suburbie a localității Isfiya

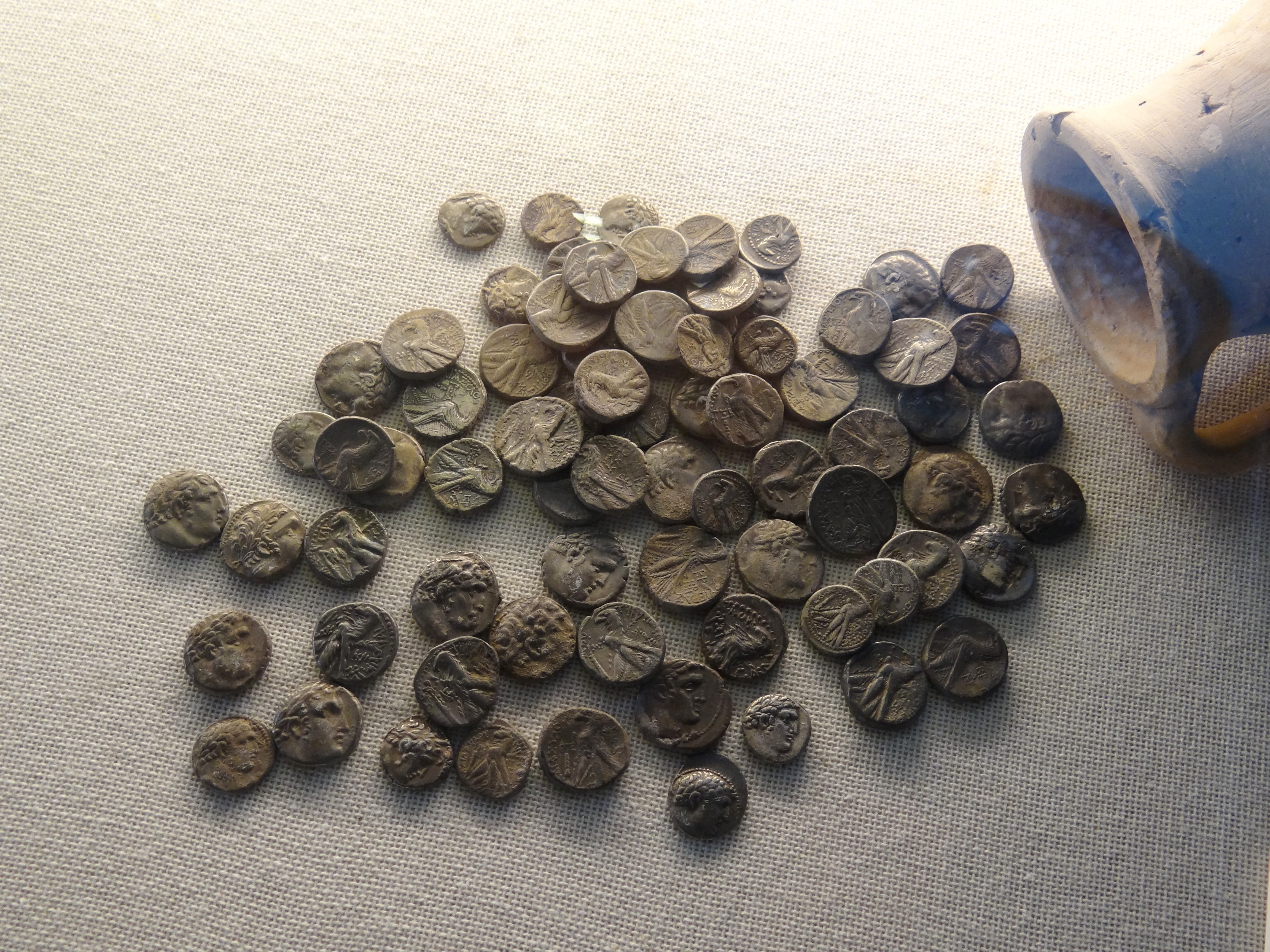
Monede - shekeli fenicieni din Tyr - din tezaurul de la Isfiya

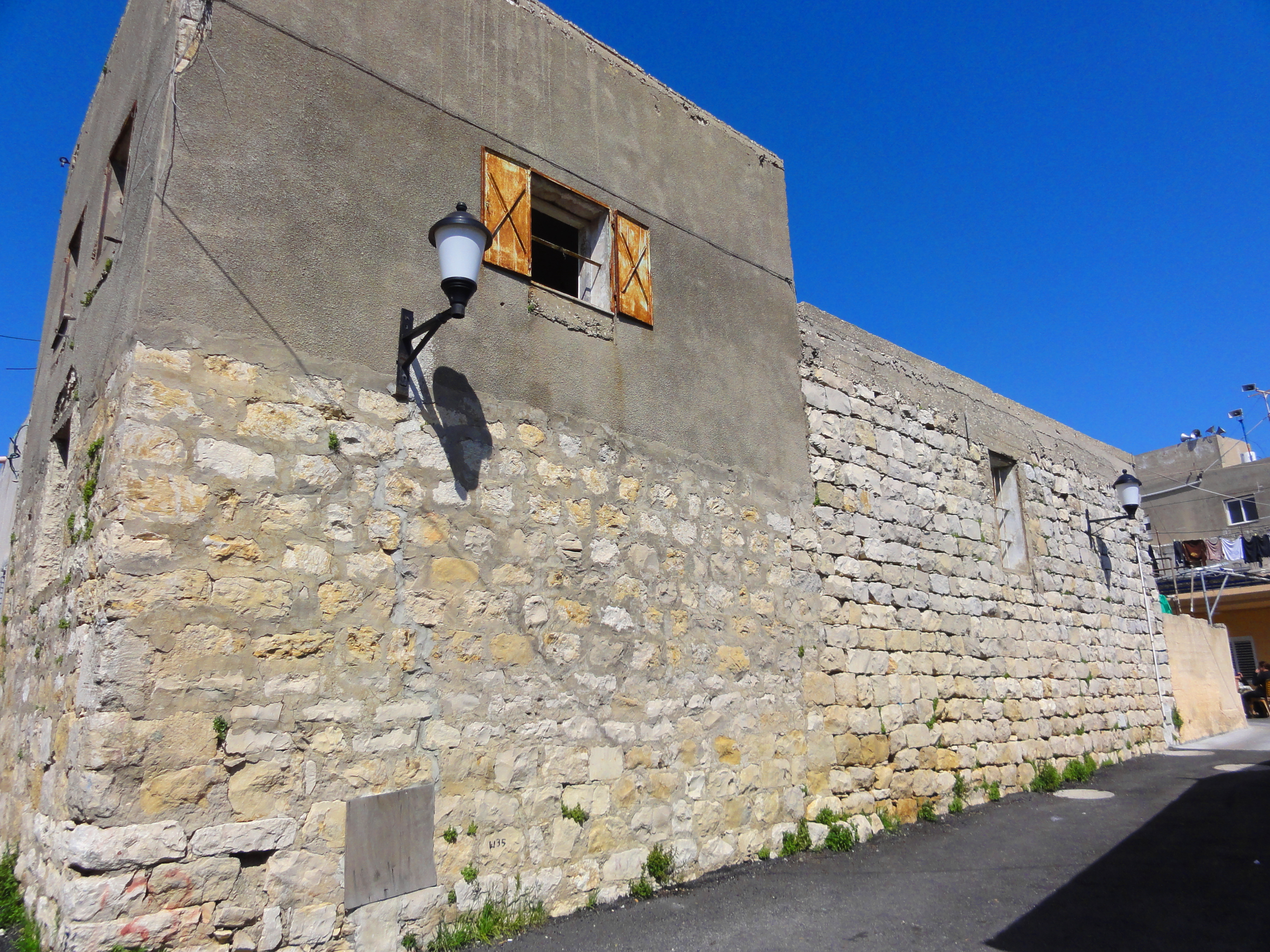
Imagine din partea veche a localității

### Preistorie
Locul a fost locuit încă din epoca bronzului.

### Perioada romană și bizantină
Nucleul vechi al așezării Isfiya, la est de drumul regional 676, a fost clădit pe ruinele unei așezări antice și casele sale cu curți sunt foarte vechi.. Arheologii au dezvelit o clădire din secolele al II-lea -al IV-lea, precum și obiecte de ceramică și monede din această epocă . 
În 1930 a fost excavate ruinele unui oraș evreiesc (iudeu) din secolul al V-lea, Husifa sau Huseifa. Între vestigiile găsite s-au numărat o sinagogă cu un paviment cu mozaic având simboluri iudaice si inscripția „Pace asupra Israelului” - Shalom al Israel. S-a mai gasit și un tezaur de 4500 monede de argint din perioada romană. Numele Husifa este menționat și într-un cântec de jale (Kiná) ebraic din 629 e.n. care a fost găsit în Gheniza din Cairo. și care deplânge distrugerea unor comunități evreiești din Husifa și Haifa, când creștinii s-au răzbunat pe evrei pentru sprijinul acordat cuceritorilor perși sasanizi.

### Perioada califatelor arabe
in locul numit Khirbet Sharak s-au gasit vestigiile unei așezări din epoca elenistică, bizantină și arabă timpurie.

### Perioada cruciaților
În localitate s-au găsit și vestigii cruciate. Isfiya este menționată ca fiind parte din domeniul Sultanatului mameluc în urma acordului de armistițiu (Hudna) încheiat în 1283 de cruciații din Acra cu sultanul mameluc Al-Mansur (Qalawun)

### Dominația otomană
După 1600 în vremea domniei emirului libanez Fahr ad-Din al Doilea, care a stăpânit în Munții Liban și s-a revoltat împotriva stăpânirii otomane,  druzi din Liban s-au stabilit în aceste locuri care au devenit avanposturi de sud ale emiratului său Ei s-au întreținut, în principal, din producția de ulei de măsline, miere și struguri. În secolul al XVIII-lea au venit și câteva familii creștine din Ramallah și Bethlehem.
După tradiția druză locală, localitatea a fost întemeiată de trei frați druzi din familia Wahib care fugiseră din Liban de teama unei vendete. Ei s-au așezat, mai întâi,la poalele Carmelului, deasupra locului unde se află astăzi kibuțul Yagur, dar au fost nevoiți să procure apă din râul Kishon care era destul de îndepărtat. Observând că păsările se adăpau mai sus, din izvorul pârâului Nahal Yagur, numit în arabă Ayn al Balad, ei s-au mutat acolo, asezându-se în două case dărăpănate. Ruinele uneia din ele, pe care fusese  un relief cu cruce, se văd în piațeta dinaintea casei șeicului Labib și a vechii Hilwe (casă de rugaciuni druză) (ulița nr.3) Apoi frații s-au întors în Liban pentru a-și lua cu ei familiile. Locului găsit de ei i s-a dus vestea și așa au mai venit în zonă multe alte familii druze care au înființat 17 sate.  Opt din ele - pe locul unor așezări din vremea stăpânirii bizantine   (după mărturia lui Laurence Oliphant).
În secolul al XIX -lea s-au stabilit în comuna și câteva familii egiptene.
După izgonirea în 1841 a trupelor egiptene ale lui Ibrahim Pașa de către turcii otomani, Isfiya a fost unul din cele două comune de pe Muntele Carmel care au supraviețuit. Celelalte 17 sate au fost distruse de turci. Supraviețuirea localității s-a datorat, între altele, locului propice pentru apărare al așezării, vitejiei sătenilor ulterior și datorită cumpărării unei protecții din partea unei căpetenii din Galileea, Aqil Agha. care s-a făcut cunoscut ca apărător al druzilor, creștinilor si evreilor în fața atacurilor musulmane. . 
Mai târziu, când securitatea în zonă s-a ameliorat, locuitorii  din Isfiya de la est de Yagur, au înființat așezarea sezonieră Jalami care a slujit agricultorilor care își lucrau ogoarele de pe poalele Carmelului..   
În 1858 consulul englez Rogers estima numărul locuitorilor din Isfiya la 400, aceștia cultivând 20 feddani (8.4 hectare) de pământ..
În 1863 Henry Baker Tristram a vizitat comuna care, după descrierea sa, era, în acel moment, o așezare mixtă druză-creștină, condusă de un șeic creștin. . Tristram a observat că îmbrăcămintea femeilor din sat semăna mult cu cea a femeilor din Al-Bassa si era fie „simplă, fie peticită sau brodată cu cele mai fantastice și grotești forme” . În 1870  exploratorul francez Victor Guérin a constatat un număr de 600 locuitori, aproape toți druzi, cu excepția a 60 creștini ortodocși, aparținând Biserici Grecești Ortodoxe a Ierusalimului. Pretutindeni în sat erau grădini. Unele case erau foarte vechi și păreau să dateze din Evul Mediu inclusiv din vremea cruciadelor.
În 1881 Fondul de Explorare a Palestinei a publicat descrierea Palestinei de Vest în care se menționează ca localitatea Isfiya se afla pe partea cea ma înaltă a cumpănei apelor Carmelului. Era un sat de mărime mijlocie din case de piatră, și având un izvor în sud-vest.Locuitorii erau cu toții druzi. În jurul satului se cultivau cereale și măsline.  O listă a populatiei din 1887 număra 555 locuitori, din care 480 druzi și 75 creștini catolici. 
Când la nord de Safed, în 1896 la Mutallah (Metula) s-a întemeiat o așezare evreiască, druzii de acolo au refuzat să părăsească locul înainte de a primi despăgubiri rezonabile în 1904.. Unii din ei, între care familia Wahb, s-au mutat la Isfiya

### Palestina sub mandat britanic
În 1922  recensământul efectuat de autoritățile mandatare britanice  
a găsit la Isfiya o populație de 733 locuitori - din care 590 druzi, 17 musulmani și 126 creștini. Creștinii erau divizați între 6 ortodocși, 6 romano-catolici, 107 greco-catolici (melkiți) și 7 maroniți.    
La recensământul din 1931 Isfiya avea 251 case locuite, și o populație de 742 druzi, 187 creștini și 176 musulmani, în total:1105 locuitori.
Cifrele acestea se referau și la câteva sate mai mici din apropiere - Ferma Damun, Ferma Shallala si Al-Jalama, Haifa.   
În 1940 scriitorul evreu Yehoash a descris satul într-un reportaj în ziarul ebraic „Davar”:
„Întregul sat și împrejurimea sunt acoperite de livezi de măslini, plantații de tutun și pomi fructiferi de toate felurile, dar mai ales smochini și migdali. Loturile de pământ sunt marcate cu pietre după numele proprietarilor. Bate în ochi munca brațelor harnice ale druzului în lucrarea destoinică a pământului maroniu-roșcat... Mare este curățenia și ordinea (în case și pe străzi). Cea mai mare parte a caselor sunt de piatră. Copiii sunt vânjoși și ochii lor sunt sănătoși (nu ca în majoritatea satelor arabe). Toți frecventează școala locală, care se distinge prin buna organizare”
Statistica din 1945 arăta un număr de 1790 locuitori: 1130 "alții" adică druzi, 180 musulmani și 300 creștini.  Aria localității era de 4.690 hectare 110 hectare erau destinate plantațiilor și zonei irigabile, iar 1735 hectare pentru cultivarea cerealelor., 7,4 hectare reprezentau zona urbană.
Druzii din Isfiya i-au ajutat pe vecinii evrei in timpul răzmeriței arabe din 1929.  
În timpul Marii Revolte Arabe din Palestina (1936-1939), locuitorii satului au sprijinit un grup rebel local condus de Yusuf Abu Durra. Totuși, după ce mai mulți conducători locali au fost răpiți și omorâți, notabilii satului s-au adresat autorităților britanice și acestea au reprimat rebeliunea. Cu ajutorul unor arme primite de la britanici, druzii locali s-au organizat într-o unitate de auto-apărare. 
Ei au primit ajutor și de la kibuțul vecin Yagur
În acea perioada druzii din Carmel au facut cunoștință cu liderul evreu Abba Hushi, poreclit de ei „Al Rais”, secretarul Consiliului muncitoresc (sindicat) din Haifa si s-a ajuns la o cooperare între ei si prncipala forta paramilitară evreiască Hagana care le-a furnizat uneori arme  
Druzii au ajutat Hagana cu informatii și în obtinerea de arme, si la un anumit moment au ascuns comandanți evrei căutați de autoritățile britanice. În timpul valului britanic de arestări de „Sâmbata neagră” )(29 iunie 1946), Abba Hushi a fost ascuns vreme de trei luni în casa șeicului Labib Hussein Abu Rukun, muhtarul satului Isfiya. În cele din urmă, cu complicitatea gazdelor, Abba Hushi a reușit să fugă travestit în femeie in kibuțul Yagur.

### Statul Israel
În timpul Războiului arabo-israelian din 1948-1949, cunoscut ca Războiul de independență al Israelului, o unitate de voluntari druzi din Isfiya a fost cea dintâi care s-a înrolat în armata israeliană. 8 dintre fiii comunei au căzut de partea Israelului în luptele din Galileea. În 1956 druzii și-au asumat serviciul militar obligatoriu în armata israeliană. Cei dintâi ofițeri druzi în armata israeliană, Muna Ismail Kablan și Karm Mansur, au fost din Isfiya. 
Sub administrația israeliană, Isfiya a rămas predominant druză, iar câțiva evrei s-au așezat aici ca și în alte sate druze din cauza chiriei mai scăzute.  .
Începând din anii 1960 localitatea a căpătat un caracter semi-urban, majoritatea locuitorilor întreținându-se din comerț, servicii și din serviciul în armata israeliană.
În a doua jumătate a anilor 1990 au fost alipite la Isfiya satul arab creștin nerecunoscut oficial Ruhana (la 2 kilometri nord-vest de Isfiya), satul beduin nerecunoscut Sueitat (la 2.5 kilometri nord-vest de Isfiya) și satul beduin nerecunoscut oficial Kleitat (la 2 kilometri nord-vest de Isfiya) de asemenea Isfiya a absorbit pe locuitorii satului nerecunoscut Arab al Ray (care se afla la 3 kilometri est de Isfiya) 
În anii 2003-2008 s-a încercat unirea localităților Daliyat al Karmel si Isfiya într-un oraș Ir Karmel sub conducerea lui Wajih Kayuf, și apoi a unui comitet numit condus de Gabi Ofir. În cele din urmă Knessetul a anulat unificarea.
La 18 august 2009 rezultatele alegerilor pentru primărie au fost anulate de tribunal din motiv de falsificări  și s-au ținut din nou la 16 septembrie, când candidatul Wajih Kayuf l-a învins pe Bahij Mansur cu o diferență de 898 voturi. 
La 2 decembrie 2010 mii de locuitori au trebuit evacuați din cauza marelui incendiu care a lovit pădurile de pe Muntele Carmel.
În 2018 comisia geografică Haifa a recomandat extinderea ariei de jurisdicție a primăriei Isfiya de la 700 hectare la 1900 hectare.
În iunie 2022 această măsură a fost aprobată de Ministerul de interne.

## Politica și administrație
Lista primarilor - din 1948 încoace:
- Labib Abu Rokun
- Najib Mansur
- Raslan Abu Rokun
- Sharif Abu Rokun
- Kanj Mansur
- Wajiya Kayuf
- Akram Hassun

## Geografie

### Așezarea geografică
Isfiya se află la 15 kilometri sud-est de Haifa (5-8 km de marginea aglomerației urbane Haifa), la 1 kilometru nord de Daliyat al Karmel și la circa 75 kilometri nord-est de Tel Aviv.

### Relieful
Localitatea se află la o altitudine de 520 metri pe creasta principală a Muntelui Karmel, într-un peisaj deluros și împădurit din Munții Carmel. Este așezată de ambele părți ale cumpenei apelor a lanțului Carmel. În jurul localității se văd alte vârfuri ale Carmelului - Rom Karmel (înalt de 546 metri) la marginea de nord-vest a comunei, cu vârfurile învecinate Har Alon și Har Ela. La marginea de nord-est se afla dealul Mitzpe Huseif. 
Partea urbană a comunei se intinde  de la nord-vest la sud-est , la altitudini de 410-540 metri. Aria aflată sub jurisdicția localității se întinde pe 680 hectare, majoritatea fiind proprietatea locuitorilor.

### Hidrografie
De pe culmea Carmelului pe ambele părți ale crestei se abat pâraie sezoniere (wadi) cu văi abrupte. Imediat în apropierea satului curg Nahal Natz, Nahal Sheikh și Nahal Alon, care curg spre sud-vest și se varsă în Nahal Oren, apoi Nahal Sevah și Nahal Yagur se îndreaptă spre nord-est, Nahal Nesher la nord și Nahal Huseifa spre est până în Valea Zevulun .

### Clima
Isfiya are un climat mediteranean (dupa clasificarea Köppen). Temperatura medie anuală este de 18.7°C  iar cantitatea medie de precipitații este de 689 mm  
| Date climatice pentru Isfiya | Date climatice pentru Isfiya | Date climatice pentru Isfiya | Date climatice pentru Isfiya | Date climatice pentru Isfiya | Date climatice pentru Isfiya | Date climatice pentru Isfiya | Date climatice pentru Isfiya | Date climatice pentru Isfiya | Date climatice pentru Isfiya | Date climatice pentru Isfiya | Date climatice pentru Isfiya | Date climatice pentru Isfiya | Date climatice pentru Isfiya |
| Luna                         | Ian                          | Feb                          | Mar                          | Apr                          | Mai                          | Iun                          | Iul                          | Aug                          | Sep                          | Oct                          | Nov                          | Dec                          | Anual                        |
| ---------------------------- | ---------------------------- | ---------------------------- | ---------------------------- | ---------------------------- | ---------------------------- | ---------------------------- | ---------------------------- | ---------------------------- | ---------------------------- | ---------------------------- | ---------------------------- | ---------------------------- | ---------------------------- |
| Maxima medie °C (°F)         | 14.8 (58,6)                  | 15.5 (59,9)                  | 17.7 (63,9)                  | 21.6 (70,9)                  | 26.2 (79,2)                  | 28.2 (82,8)                  | 29.5 (85,1)                  | 30.1 (86,2)                  | 28.6 (83,5)                  | 26.8 (80,2)                  | 22.6 (72,7)                  | 17.1 (62,8)                  | 23,23 (73,81)                |
| Media zilnică °C (°F)        | 11.3 (52,3)                  | 11.8 (53,2)                  | 13.2 (55,8)                  | 16.3 (61,3)                  | 20.6 (69,1)                  | 23.1 (73,6)                  | 24.8 (76,6)                  | 25.4 (77,7)                  | 24 (75)                      | 21.9 (71,4)                  | 18.1 (64,6)                  | 13.4 (56,1)                  | 18,66 (65,58)                |
| Minima medie °C (°F)         | 7.8 (46)                     | 8.2 (46,8)                   | 8.8 (47,8)                   | 11.1 (52)                    | 15.1 (59,2)                  | 18.1 (64,6)                  | 20.1 (68,2)                  | 20.8 (69,4)                  | 19.5 (67,1)                  | 17.1 (62,8)                  | 13.7 (56,7)                  | 9.8 (49,6)                   | 14,18 (57,52)                |
| Precipitații mm (inches)     | 184 (7.24)                   | 128 (5.04)                   | 79 (3.11)                    | 26 (1.02)                    | 8 (0.31)                     | 0 (0)                        | 0 (0)                        | 0 (0)                        | 2 (0.08)                     | 20 (0.79)                    | 91 (3.58)                    | 151 (5.94)                   | 689 (27,13)                  |
| Sursă:                       |                              |                              |                              |                              |                              |                              |                              |                              |                              |                              |                              |                              |                              |

### Demografie

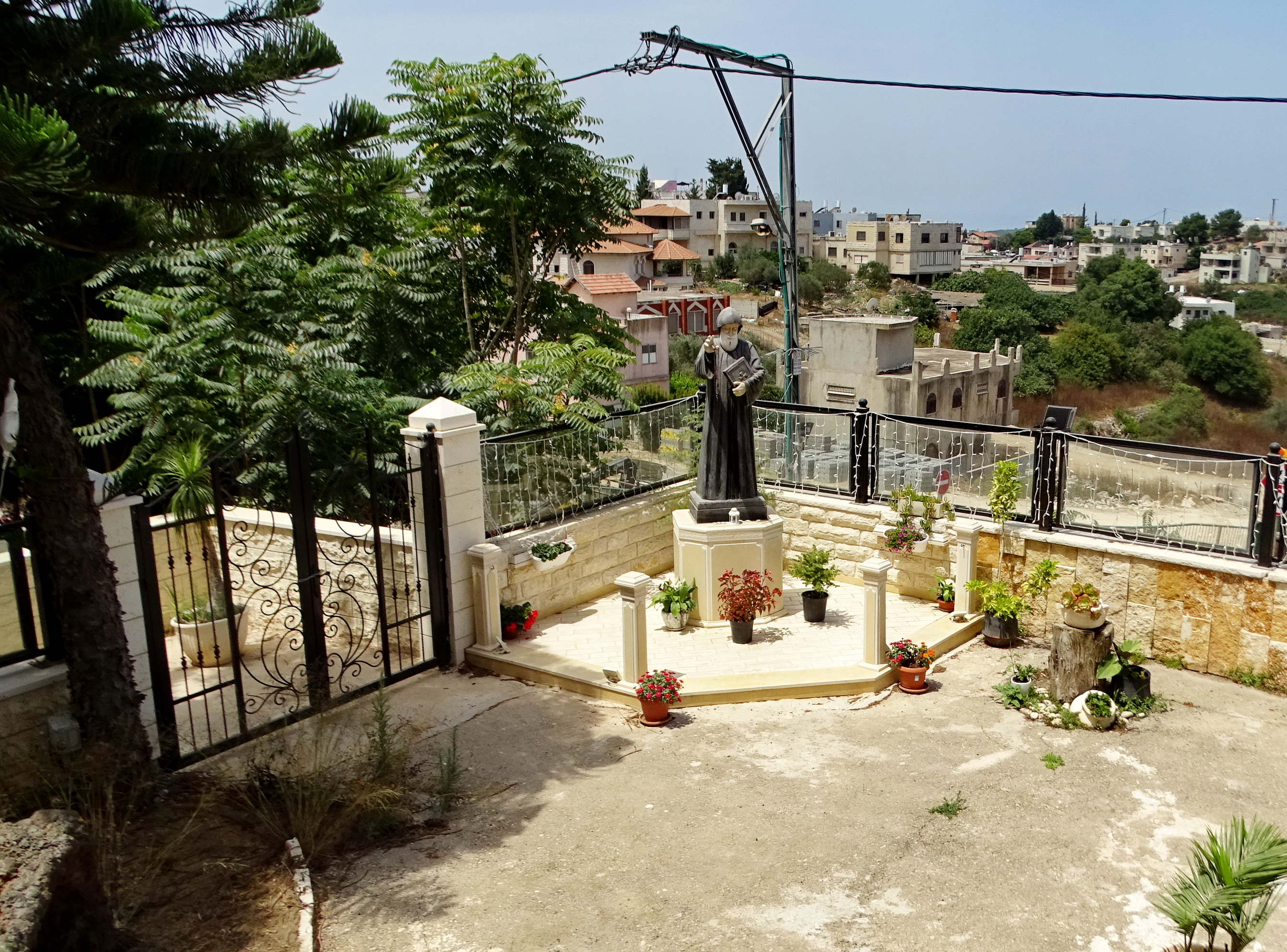
Curtea bisericii maronite din Isfiya

În 1931 au locuit la Isfiya 742 druzi, 187 arabi creștini si 176 arabi musulmani suniți.
În noiembrie 2023 (estimare) locuiau la Isfiya 12.870 locuitori (locul 156 între localitățile arabe din Israel):75% druzi, 15% crestini, majoritatea greco-catolici melkiți și câteva familii maronite, și 10% musulmani suniti, majoritatea beduini,de asemenea câteva familii de evrei. Creșterea populației a fost de 1.2% anual.  În 2020-2021 între elevii de clasa a XII-a 85.2% au dreptul la diploma de bacalaureat.  Salariul mediu in anul 2019 a fost de 7621 shekeli (față de media pe țară : 9745 shekeli)
| Anul                 | 1922 | 1931  | 1945  | 1955  | 1961  | 1972  | 1983  | 1995  | 2000  | 2001  | 2002  | 2009   | 2010   | 2011   | 2012   | 2013   | 2014   | 2015   |
| -------------------- | ---- | ----- | ----- | ----- | ----- | ----- | ----- | ----- | ----- | ----- | ----- | ------ | ------ | ------ | ------ | ------ | ------ | ------ |
| Numărul locuitorilor | 733  | 1 105 | 1 790 | 2 400 | 2 903 | 4 252 | 6 322 | 8 220 | 9 100 | 9 380 | 9 300 | 10 536 | 10 800 | 11 100 | 11 300 | 11 600 | 11 700 | 11 800 |

Dintre ofițerii din Isfiya, Kamil Abu Rokun a ajuns la gradul de general maior si a funcționat ca Șef al administratiei civile israeliene în Cisiordania.
Din localitate provin cel dintâi capitan de navă druz din flota militară israeliană, cel dintai aviator navigator druz din aviația militară israeliană, unul din comandanții comandoului Shaldag, secretarul militar al presedintelui Israelului Rubi Rivlin, generalul de brigada Ala Abu Rokun, care a servit și ca atașat militar al Israelului în China. generalul  de brigadă Amal Asad, comandant al brigazii Jenin, și  colonelul Raad Mansur, comandantul directiei de coordonare și legatură,, colonelul Walid Mansur, comandant al brigazii Eilat.  
Localitatea are un mare cimitir militar.

## Economie
Peste 50% din forța de muncă lucrează în afara localității. Restul lucrează în armată, în servicii comunitare, afaceri locale și puțini în agricultura (5%, față de 90% în anul 1950)
Isliya si Daliyat al-Karmel s-au alăturat localității evreiești Yokneam Ilit și Consiliului regional Meghido pentru a dezvolta împreună parcul industrial arabo-evreiesc Mevo Carmel (Intrarea Carmelului)  beneficiind de ecosistemul Yokneam.
Localitatea cunoaște o creștere a ramurii turismului și a comerțului, posedă numeroase restaurante și magazine.

## Transporturi
Șoseaua 672 străbate comuna în lungime. Sectorul din interiorul localității este îngust și nu poate fi lărgit din cauza edificiilor de ambele laturi, ceea ce crează dopuri de circulație în orele dimineții, de sărbători și weekenduri ,și duce la numeroase accidente rutiere. 
Localitatea este deservită de un transport public intern și spre Daliyat al Karmel, prin compania de autobuse Superbus.Linii de autobuse leagă  localitatea de autogara centrală Hamifratz (Golful Haifa), și de autogări din Yokneam Ilit. Compania de autobuse Egged leagă Isfiya de Universitatea din Haifa .De asemenea există și linii de taxiuri service.

## Învățământ
Așezarea are grădinițe de copii, patru școli elementare, un liceu de șase ani, ORT Ronson Isfiya, o școală gimnazială și un liceu religios Alashark. Exista un centru de perfecționare a cadrelor didactice, clase pentru învățământ special. O parte din elevii comunei învață la Haifa.

## Cultură
Isfiya are un teatru în limba arabă „Al Naqab”, înființat de dramaturgul și regizorul Salah Azam. 
Dintre locuitorii comunei sunt cunoscuți poeta de limbă arabă  Hiam Kablan, poeții Masud Hamdan, Ramzi Judia, Reda Mansur, Salah Azzam și Fahim Abu Rokun.

## Sport
În Isfiya activează echipe sportive precum Maccabi Isfiya în domeniul fotbalului care are și o școală de fotbal, echipa de volei  Maccabi Nuhad Isfiya care a urcat in liga principală pe țară, echipe de karate
În Isfiya activează echipe sportive precum Maccabi Isfiya în domeniul fotbalului care are și o școală de fotbal, echipa de volei  Maccabi Nuhad Isfiya care a urcat in liga principală pe țară, echipe de karate

## Obiective însemnate și atracții turistice
- Maqam - Mormântul lui Abu Abdallah -Abu Abdallah era unul din cei trei conducători religioși aleși în 996 de califul fatimid Al Hakim cu sediul în Egipt, pentru a proclama credința druză. Se spune ca el a fost cel dintâi judecător druz (qadi).

La 15 noiembrie locul este vizitat de druzi în fiecare an.
- Lăcașuri de cult:
  - Trei case de rugăciune druze Hilwe (hilwat)
  - Două biserici catolice: Biserica melkită greco-catolică și Biserica maronită(zidită în anii 1950)
- Mănăstirea de maici Stella Carmel Saint Joseph - înființată la 2 octombrie 1921
- o moschee.

## Personalități
- Zeidan Atashi (n.1940), diplomat și politician israelian, a fost consul general al Israelului la New York și deputat în Knesset din partea partidului Shinui
- Salah Azam, dramaturg și regizor
- Hiam Kablan, poeta de limba arabă
- Sharif Keuf,  b 2001 - fotbalist
- Reda Mansur  -(n.1965) poet de limbă ebraică și diplomat israelian, fost ambasador al Israelului în Ecuador, Panama, Trinidad și Tobago și Barbados, consul al Israelului la San Francisco și la Atlanta